# Jezreel Corrales
Jezreel Corrales est un boxeur panaméen né le 12 juillet 1991 à San Miguelito.

## Carrière
Passé professionnel en 2009, il devient champion du monde des super-plumes WBA le 27 avril 2016 après sa victoire par KO à la 2e reprise contre Takashi Uchiyama. Corrales confirme cette victoire en remportant le combat revanche aux points le 31 décembre 2016 puis en dominant aux points Robinson Castellanos le 15 juillet 2017.
Le 20 octobre 2017, il échoue à respecter la limite de poids autorisée la veille de son combat contre Alberto Machado. La ceinture WBA est alors déclarée vacante mais le combat a tout de même lieu. Machado s'impose par KO au 8e round.